# Vườn quốc gia Zabaykalsky
Vườn quốc gia Zaybaybalsky (tiếng Nga: Забайкальский национальный парк, vườn quốc gia Liên Baikal; Забайкалье, Zabaykalʹye, nghĩa là "Liên Baikal") là vườn quốc gia bao gồm các phần giữa của bờ phía đông hồ Baikal gồm một phần của dãy núi Barguzin, quần đảo Ushkany và bán đảo Svyatoy Nos ("Mũi thánh"). Với diện tích 2.690 km2 (1.040 dặm vuông Anh) vườn quốc gia này bảo vệ 38,8 km² phần diện tích hồ Baikal.

## Địa hình
Phía tây của Zaybaykalsky là hồ Baikal, phía bắc là Khu bảo tồn thiên nhiên Barguzin, trong khi phía nam và phía đông là dãy núi Barguzin. Điểm cao nhất trong vườn quốc gia là núi Barmashovoe cao 2.376 mét (7.795 ft).
Phần lớn địa hình tại vườn quốc gia này là dốc với 55% diện tích là khu vực có độ dốc trên 26 độ, 28% có độ dốc từ 16-25 độ. Bán đảo Svyatoy Noy dài 53 km và rộng 35 km là nơi có quần thể núi thiêng với đỉnh cao nhất đạt 1877 mét. Những ngọn núi trên đảo được trồng những cây bạch dương, thông và đỗ quyên. Tại đây có vài chục dòng suối và lạch nhỏ, và được kết nối với đất liền bởi eo đất Chivyrkuisky. Bán đảo nổi tiếng với tầm nhìn rộng ra hồ và bãi cát Marokov được gọi là "bãi cát hát" do những âm thanh phát ra tại đây.
Quần đảo Ushkany nằm ở giữa hồ nhưng là một phần của vườn quốc gia Zaybaykalsky, là phần phía đông trên mặt nước của dãy núi ngầm Academician, ngăn cách hồ Baikal thành lưu vực phía bắc và nam. Bờ phía tây của hồ dãy núi ngầm này trồi lên trên mặt nước dưới dạng đảo Olkhon, một phần của Vườn quốc gia Pribaikalsky.
Ushkany là một quần đảo gồm bốn hòn đảo với tổng diện tích 10 km². Chúng nổi tiếng là nhà trung tâm của loài Hải cẩu Baikal. Các hòn đảo đều là đá cẩm thạch và đá vôi, chứa các hang động với bằng chứng về nơi ở của con người từ thời đại đồ đá mới.

## Hệ sinh thái và khí hậu
Vườn quốc gia này nằm trong vùng sinh thái Taiga Đông Siberia nằm giữa sông Yenisei và sông Lena. Ranh giới phía bắc của nó đạt đến Vòng Bắc Cực, và phía nam của nó đạt tới vĩ độ 52 ° bắc. Thảm thực vật chiếm ưu thế bởi rừng Taiga và rừng lá kim thưa với những cây Thông Dahurian tạo thành tán rừng ở những khu vực không bị tuyết bao phủ. Vùng sinh thái này rất giàu có các loại khoáng sản.
Về khí hậu, vườn quốc gia mang khí hậu cận Địa Cực đặc trưng bởi mùa đông dài và rất lạnh còn mùa hạ mát mẻ. Nhiệt độ trung bình thấp nhất là vào tháng 1 với -18 độ C và nhiệt độ trung bình cao nhất vào tháng 7 với 23 độ C. Tại khu vực núi cao, nhiệt độ này có thể thấp hơn vài độ C. Lượng mưa hàng năm trung bình là 450 mm tại khu vực gần bờ hồ và 550 mm ở vùng núi. Gió thịnh hành trong khu vực này là những con gió phương nam và tây nam.

## Động thực vật
Các loài thực vật chủ yếu tại vườn quốc gia gồm Thông Scots (34%), Thông lùn Siberi (30%), Thông Siberi (14%) và Thông Dahurian (9%). Trong số diện tích rừng có khoảng 10.000 hécta (25.000 mẫu Anh) là những cánh rừng già phát triển.
Về động vật, vườn quốc gia là nhà của 249 loài chim cùng nhiều loài động vật nam Siberia điển hình như Gấu nâu, Chó sói, Cáo, Linh miêu, Chồn zibelin, Rái cá, Nai sừng tấm, Sóc chuột, Chuột xạ hương